# منير خالد براح
منير خالد براح (مواليد 20 مايو 1964) مهندس ووزير جزائري، عينه الرئيس عبد المجيد تبون بمنصب وزير الرقمنة والاحصائيات بحكومة جراد الثانية.
حاصل على دكتوراه وماجستير في معهد ماساتشوستس للتكنولوجيا متخصص في التحديث والتحليل الرقمي. أستاذ جامعي، شغل منصب مدير المدرسة الوطنية المتعددة التقنيات من 1997 إلى 2005.
في عام 2009، أصبح المدير العام الديوان الوطني للإحصائيات. عين أمينًا عامًا لوزارة التعليم العالي الجزائرية في 29 أبريل 2020.عين كوزير الرقمنة والاحصائيات في حكومة جراد الثانية.